# Let Me Be
Let Me Be è un EP del cantautore statunitense Cary Brothers, pubblicato nel 2013.

## Tracce
1. Live Without You – 4:04
2. Oh My Love – 5:01
3. Let Me Be – 4:19
4. Disappear (feat. Garrison Starr) – 4:47
5. Run Away – 4:29